# جبريل منديز
جبريل منديز (بالإسبانية: Gabriel Méndez) (8 مايو 1988 في الأرجنتين - ) هو لاعب كرة قدم أرجنتيني في مركز الوسط. لعب مع أتليتيكو توكومان وبانفيلد ونادي راسينغ ونادي سان لورينزو ويونيون إسبانيولا وديبورتيفو كوينكا ونادي مانتا لكرة القدم وBoca Unidos ‏ ونادي أولميدو ونادي كوبريلوا.

## وصلات خارجية
- جبريل منديز على موقع إي إس بي إن إف سي (الإنجليزية)
- جبريل منديز على موقع قاعدة بيانات كرة القدم.إي يو (الإنجليزية)
- جبريل منديز على موقع Soccerway.com (الإنجليزية)
- جبريل منديز على موقع عالم كرة القدم.نت (الإنجليزية)